# Квинт Гатерий
Квинт Гате́рий (лат. Quintus Hatherius; умер в 24 году) — древнеримский государственный деятель из плебейского рода Гатериев, консул-суффект 5 года до н. э. Видный оратор своего времени. Фрагменты его декламаций сохранились лишь у Сенеки Старшего.

## Происхождение
Квинт Гатерий происходил из неименитого плебейского рода, представители которого вошли в римский сенат лишь в средине I века до н. э. Достоверно не известно, какой преномен носил его вероятный отец, которого как правоведа и проскрипта упоминают, соответственно, Марк Туллий Цицерон и Аппиан.

## Биография
Исходя из краткого упоминания имени Гатерия в летописи Евсевия, делают вывод, что на момент занятия должности консула-суффекта (5 год до н. э.) Квинту Гатерию исполнилось 60 лет. Следовательно, родился он, по всей видимости, около 65 года до н. э. О гражданско-политической карьере Квинта известно благодаря одной обнаруженной надписи, из текста которой следует, что в своё время он был плебейским трибуном, претором и септемвиром-эпулоном, однако точно датировать эти должности не представляется возможным. Наконец, в 5 году до н. э. Гатерий становится консулом-суффектом; его коллегой по должности стал ещё один нобиль — Луций Виниций.
В той же «Хронике» за 24 год Евсевий Кесарийский вкратце сообщает о кончине Гатерия, «популярного оратора», который «доживает почти до своего 90-летия с высочайшими почестями».

## Семья и потомки
Женой Квинта Гатерия, по-видимому, была сестра Марка Випсания Агриппы, Випсания Полла (высказывались также версии, что он был женат на дочери Марка Агриппы и Марцеллы Старшей или на дочери Марка Агриппы и Цецилии). Судя по всему, у него было трое сыновей, двое из которых засвидетельствованы в источниках: это Секст Гатерий, смерть которого отец тяжело переживал, и Децим Гатерий Агриппа, ставший ординарным консулом в 22 году. Однако, поскольку ни один из них не получил преномен отца, можно предполагать, что был ещё старший сын — Квинт, хотя никаких сведений о нём в сохранившихся источниках нет.

## Оценки личности
В переписке с Луцилием Сенека Младший, наставляя своего собеседника, дал такую характеристику Гатерию: «Пусть и тебя прервёт какой-нибудь невежа, как Виниция, которому крикнули из-за того, что он отрывал одно слово от другого, будто не говорил, а диктовал: „Говори! Скажешь ты когда-нибудь или нет?“ Ведь, я думаю, мчаться, как Квинт Гатерий, знаменитейший в своё время оратор, не станет ни один человек в здравом уме. Гатерий не сомневался, не делал пауз, а раз начав, нёсся до конца».